# Josh Lawson
Pour les articles homonymes, voir Lawson.
Josh Lawson, né le 22 juillet 1981, est un acteur australien de cinéma et de télévision. Un de ses frères est également acteur, Ben Lawson.

## Filmographie
| Année | Titre                                                 | Rôle                 |
| ----- | ----------------------------------------------------- | -------------------- |
| 2006  | Hey Stranger                                          | Caller               |
| 2006  | Charmed Robbery                                       | Customer             |
| 2006  | BoyTown                                               | Andy                 |
| 2007  | $quid                                                 | Chris                |
| 2009  | Law and Order: Really Special Victims Unit            | The pianist          |
| 2010  | The Wedding Party                                     | Steve                |
| 2010  | After the Credits                                     | Rude passenger       |
| 2011  | Pet                                                   | Julian               |
| 2012  | Any Questions for Ben?                                | Ben                  |
| 2012  | Moi, député (The Campaign)                            | Tripp Huggins        |
| 2012  | Crave                                                 | Aiden                |
| 2012  | Freeloaders                                           | Dave                 |
| 2013  | Drôles de dindes (Free Birds)                         | Gus / Settler (voix) |
| 2013  | Légendes vivantes (Anchorman 2: The Legend Continues) | Kench Allenby        |
| 2014  | Growing Up and Other Lies                             | Jake                 |
| 2014  | Border Protection Squad                               | Emma                 |
| 2014  | If You Love Me… (The Little Death)                    | Paul                 |
| 2016  | The Eleven O'Clock                                    | Terry Phillips       |
| 2017  | The Doppel Chain                                      | Thomas               |
| 2017  | Becoming Bond                                         | George Lazenby       |
| 2018  | Holly Slept Over                                      | Noel                 |
| 2019  | Scandale                                              | James Murdoch        |
| 2021  | Mortal Kombat                                         | Kano                 |
| 2025  | Mortal Kombat 2                                       | Kano                 |

| Année     | Titre                                                                            | Rôle               |
| --------- | -------------------------------------------------------------------------------- | ------------------ |
| 1997      | The Wayne Manifesto (en)                                                         | Trevor             |
| 1998      | Adrénaline (Medivac)                                                             | Rob                |
| 1998      | The Day of the Roses (en)                                                        | Mark Shuttler      |
| 2002      | TwentyfourSeven                                                                  | Tony White         |
| 2004      | Home and Away                                                                    | Felix Walters      |
| 2006      | Blue Heelers                                                                     | David Murray       |
| 2006      | All Saints (en)                                                                  | Nick Bagnall       |
| 2006      | Rêves et Cauchemars (Nightmares & Dreamscapes: From the Stories of Stephen King) | ER Doctor          |
| 2006–09   | Thank God You're Here                                                            | plusieurs rôles    |
| 2007      | Sea Patrol                                                                       | Toby "Chefo" Jones |
| 2007      | The Librarians (en)                                                              | Lachie Davis       |
| 2007–09   | Chandon Pictures                                                                 | Carmichael Chandon |
| 2010      | Wilfred                                                                          | Spencer            |
| 2010      | Hawke                                                                            | Grant Nihill       |
| 2010      | Romantically Challenged                                                          | Shawn Goldwater    |
| 2011      | Underbelly Files: The Man Who Got Away                                           | Michael Sullivan   |
| 2012–16   | House of Lies                                                                    | Doug Guggenheim    |
| 2012      | Lowdown                                                                          | Mark Hardy         |
| 2014      | Kinne                                                                            | Guest Cast         |
| 2015-2018 | Superstore                                                                       | Tate Stasklewicz   |
| 2016      | Wrecked : Les Rescapés (Wrecked)                                                 | Eric               |
| 2017      | Hoges: The Paul Hogan Story                                                      | Paul Hogan         |
| 2018      | The Neighborhood                                                                 | Dave               |